# جشن شکار (فیلم ۱۹۷۱)
جشن شکار (انگلیسی: The Hunting Party) در ایران بیشتر با عنوان گروه شکار شناخته می‌شود نام یک فیلم سینمایی آمریکایی در ژانر وسترن محصول سال ۱۹۷۱ به کارگردانی دون مدفورد و بازیگران اصلی الیور رید، رافائل آلبائیسین، جین هکمن، کندیس برگن، سیمون اوکلند و رونالد هوارد هستند.

## داستان
یک گله‌دار بی‌رحم و دار و دسته‌اش قصد کشتن مردی را دارند که همسراش را گروگان گرفته‌است…